# Датер, Джуди
Джудит Роуз Датер (англ. Judith Rose Dater) (урождённая Лихтенфельд (англ. Lichtenfeld) ; 21 июня 1941 года) — американский фотограф и феминистка. Она, пожалуй, наиболее известна своей фотографией 1974 года «Имоджен и Твинка» в Йосемити (англ. Imogen and Twinka at Yosemite), на которой изображена пожилая Имоджен Каннингем, одна из первых женщин-фотографов Америки, которая встречает нимфу в лесах Йосемити. Нимфой является модель Твинка Тибо. Фотография была опубликована в журнале Life, в его выпуске 1976 года о первых 200 лет жизни американских женщин.
Её фотографии, например, её автопортрет, также были выставлены в музее Гетти.

## Жизнь
Родилась в 1941 году в Голливуде, выросла в Лос-Анджелесе. Её отцу принадлежал кинотеатр, поэтому фильмы стали для неё призмой, через которую она смотрела на мир, они оказали значительное влияние на её фотографии. Она изучала искусство в Калифорнийском университете в Лос-Анджелесе с 1959—1962 год, а затем переехала в Сан-Франциско и получила степень бакалавра в 1963 году, и степень магистра в 1966 году в Университете штата Сан-Франциско. Именно там она впервые увидела фотографии Джека Уэлпоттома, за которого она позже вышла замуж. В 1975 году они опубликовали совместную работу под названием «Женщины и другие видения» (англ. «Women and Other Visions»). Они развелись в 1977 году.
В 1964 году Датер встретилась с фотографом Имоджен Каннингем на семинаре, посвящённом жизни и работе Эдварда Уэстона в Биг-Сур-Хот-Спрингс, который впоследствии стал Институтом Эсалена. Датер была очень вдохновлена жизнью и работой Каннингем. Они разделяли интерес к портретной живописи и оставались друзьями до смерти Каннингем в 1976 году.
Датер также известна своими автопортретами. Она часто создает персонажей, которые воплощают сознательные и бессознательные проблемы, которые есть у женщин. Её серия автопортретов включает такие названия, как «Ms. Cling Free» и «Leopard Woman». Она также снимает портреты других женщин, используя естественный свет. Она работала только в черно-белой фотографии до 1979 года, когда начала выполнять работу в цвете.
Джуди Датер сейчас живёт в Беркли, штат Калифорния, со своим мужем Джеком Б. фон Эйу. Её карьера была долгой и разнообразной, она сочетала в себе преподавание, создание книг, поездки за границу и проведение мастер-классов, непрерывное создание печатных изданий, видео и фотографирование.

## Фотография
Джуди Датер использует фотографию как инструмент для оспаривания традиционных представлений о женском теле. Её ранняя работа была параллельна появлению феминистского движения, и её работа стала тесно связана с ним. В то время, когда фронтальная нагота женщины считалась рискованной, Датер разрушила границы, сфотографировав обнаженное женское тело. Тем не менее, она сделала это таким образом, чтобы не объективировать это как предмет, как считалось до этого во многих случаях.
На неё повлияло жизненно важное культурное пересечение фотографии и феминизма, а также вторая волна феминизма, которая началась в 1960-х годах и продолжалась до 1980-х годов. В 1980-х многое изменилось, и страна в целом стала более консервативной в сферах политической жизни. Достижения женского движения начали замедляться, и многие феминистки были обескуражены продолжением сексистских взглядов и поведения. Благодаря своей мощной фотографии и личному чувству стиля, Датер смогла превзойти эти консервативные ценности и эффективно донести свои взгляды до своей аудитории.
Одна из её знаменитых последовательностей фотографий, сделанных в 1980-х годах, известная как последовательность «Автопортрета», использовала такие темы, как личность, феминизм и связь человека с природой.